# Mau égyptien
Vous lisez un « article de qualité » labellisé en 2009.
Le mau égyptien est une race de chat originaire d'Égypte et développée à partir de 1953 en Italie puis aux États-Unis par une princesse russe. Rapidement reconnue par les registres d'élevage, la race se heurte dans les années 1980 à un problème de consanguinité : de nombreux chats originaires d'Inde et d'Égypte sont intégrés dans la race afin d'en augmenter le bassin génétique.
Le mau égyptien est la seule race de chat qui possède naturellement un marquage spotted tabby, c'est-à-dire distinctement marqué de taches noires. Les trois couleurs historiques sont le silver (argenté taché de noir), le bronze (beige taché de noir) et smoke (la base du poil est argentée, de préférence clair, le reste du poil est anthracite et il présente des spots noirs). Le noir uni est reconnu par le LOOF en NRC (Nouvelle Race ou Couleur) et les couleurs issues du bleu sont enregistrées par la CFA à des fins de suivis.

## Origines

### La légende du chat de l'Égypte antique

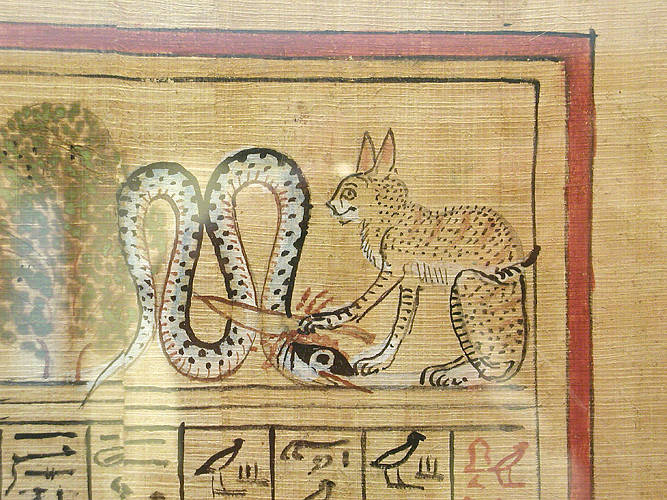
Détail d'un papyrus montrant un chat au physique proche du mau.

Au cours du IIe millénaire av. J.-C., avec le stockage du grain accourent les rats, bientôt suivis des serpents et des chats. Les Égyptiens apprécient énormément les chats. Les papyrus représentant des chats les montrent bruns et mouchetés de noir.
Le chat de l'ancienne Égypte est déifié sous les traits de la déesse Bastet. Le chat est alors considéré comme un membre de la famille et lors de sa mort toute la famille en porte le deuil en se rasant les sourcils. Les Britanniques ont importé beaucoup de momies de chats afin de les broyer et d'en faire de l'engrais. Le chat domestique se répand peu à peu dans le monde entier en suivant les échanges entre les différents peuples humains.
Au début du XXe siècle, l’Italie est peuplée des descendants des chats d’Égypte. Selon les descriptions, un grand nombre d’entre eux sont des chats à robe mouchetée ressemblant aux chats des pharaons. Avec la Seconde Guerre mondiale, beaucoup de chats périssent en Italie, et les descendants directs des chats pharaoniques en ont pratiquement disparu. Cependant, on peut parfois trouver des chats de maison mouchetés en Italie, et même, dit-on, en Provence.
Le mau égyptien est considéré comme l’ancêtre de toutes les races de chat, puisqu'il descendrait de Felis lybica ocreata, une sous-espèce africaine de Chat sauvage ayant disséminé le chat domestique partout dans le monde.

### Une princesse à l'origine de la race
Nathalie Troubetzkoï est une princesse russe exilée dans le palais de l’ambassadeur d'Égypte en Italie durant la Seconde Guerre mondiale. Amoureuse des chats, elle est considérée comme la créatrice de la race. Elle reçoit un premier chat par l'intermédiaire d'un petit garçon qui lui amène un chaton dans une boîte en carton. La beauté inhabituelle de ce chaton la conquiert immédiatement et elle le nomme Ludivine, surnommée Ludol puis Lulu. Lulu est d’une belle couleur argent avec des taches noires. La princesse remarque que la boîte dans laquelle le chaton lui a été amené vient d’Égypte. C’est ainsi qu’elle en déduit que le chat est un descendant des chats de pharaon. Elle se sert de ses nombreux amis pour trouver un autre chat de ce type et obtenir une portée toute mouchetée. Des amis lui trouvent Gregorio, un mâle noir de 11 ans issu d’une famille mouchetée et elle acquiert Geppa, un mâle black smoke du Proche-Orient, par l'intermédiaire de l’ambassadeur de Syrie.
Lulu et Geppa donnent bientôt naissance à leur première portée qui est mouchetée comme ses parents. Parmi ceux-ci, Nathalie Troubetzkoï conserve une petite femelle silver, Baba. Cependant, l'origine de Baba varie selon les sources : elle est peut-être directement importée d'Égypte ou est le chaton d'origine de la boîte en carton. De Lulu et Gregorio nait, entre autres chatons, Jojo, le premier mau de couleur bronze. Liza, fille de Baba et Jo-Jo, sont présentés en concours à Rome en 1955.
Lorsqu'elle obtient l'autorisation d'immigrer aux États-Unis en 1953, Nathalie Troubetzkoï fait enregistrer seulement trois chats en 1956. C’est ainsi que Baba, femelle silver de 4 ans, Jojo (ou Jo-jo, de son vrai nom Georgio), mâle bronze de trois ans, fils de la première, et Liza, femelle silver de onze mois stérile, partent à la conquête des États-Unis,.
Une fois installée, Nathalie Troubetzkoï continue à œuvrer pour faire connaître les chats d’Égypte, les exposer et les faire reconnaître en tant que race sous le nom de mau égyptien. Elle crée son élevage sous le nom de « Chatterie de Fatima ». En 1957, Baba est la première de la race à être couronnée championne. Tous les maus égyptiens d’élevage descendent de ces premiers sujets.

### Développement de la race

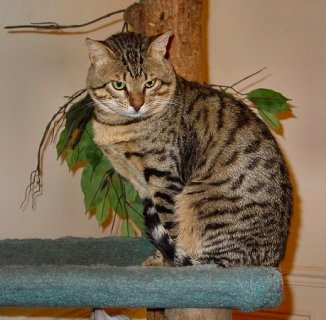
Maslama de fondcombe, chat importé d'Égypte.

Les sujets amenés aux États-Unis connaissent rapidement le succès, et le terme « mau » est utilisé pour désigner la race : mau est un terme venant de l'égyptien qui désigne tout autant le chat que la lumière. Le mau égyptien est enregistré par la Cat Fancier Association (CFA) dès 1968 et reconnu comme race en 1977. En 1979, le premier mau égyptien reconnu Grand Champion en exposition est Sangpur Jonathan Dot Dot, un mâle silver. The International Cat Association (TICA) enregistre les premiers sujets dès 1979 et rédige un standard en 1988, et la Fédération internationale féline (FIFé) le reconnaît en 1992. La Governing Council of the Cat Fancy (GCCF) reconnaît la race qu'en 2007.
Le bassin génétique de la race étant basé sur seulement trois individus, les éleveurs s'attachent au cours des années 1980 à 2000 à introduire de nouveaux sujets afin de diminuer la consanguinité de la race. En 1980, aux États-Unis, du sang neuf est apporté par Jean Mill, depuis le zoo de Delhi et treize sujets sont inclus dans le registre d'élevage, dont Toby, un mâle bronze porteur du glitter. C'est ensuite au tour de Cathy Rowan, J. Len Davidson et Marie-Christine et Didier Hallépée d'introduire des sujets originaires d'Égypte. Le registre d'élevage est toujours ouvert à de nouveaux sujets qui ne sont acceptés dans le livre des origines qu'à partir de la quatrième génération.
Les éleveurs divisent la descendance en trois lignées différentes et tentent d'uniformiser le type du mau égyptien en s'y appuyant : 
- la lignée « traditionnelle », issue de la chatterie de Fatima : leur robe est moins contrastée mais la tête est très finement dessinée ;
- la lignée « indienne », issue des importations de Jean Mill. Cette lignée est porteuse de glitter.
- la lignée « égyptienne », issue des importations de Marie-Christine et Didier Hallépée, dont la taille est plus grande que les autres lignées.

Les premiers maus égyptiens sont introduits en France en 1997 par Marie-Christine et Didier Hallépée, au Royaume-Uni en 1998 et en Finlande au cours des années 1990, bien que la première portée date de 2006. Il est également présent au Japon, où quelques chatteries ont produit d'excellents sujets, en Allemagne, aux Pays-Bas, en Italie et en Suisse. Le développement de la race se poursuit avec l'introduction de nouvelles couleurs, comme le mau égyptien entièrement noir, et des versions diluées : le bleu smoke, le bleu et le bleu silver.
Le mau égyptien représente en 2013 la 26e race la plus populaire en nombre de pedigrees édités par le LOOF de 2003 à 2012. En 2008, le mau égyptien est à la 21e place de la CFA en nombre d'enregistrements.
| Année | LOOF         | LOOF | CFA          | CFA  | GCCF         | GCCF |
| ----- | ------------ | ---- | ------------ | ---- | ------------ | ---- |
| Année | Inscriptions | Rang | Inscriptions | Rang | Inscriptions | Rang |
| 2003  | 30           | 27e  | 363          | 22e  | 163          | 18e  |
| 2008  | 52           | 25e  | 288          | 21e  | 230          | 19e  |

## Standards

### Notation

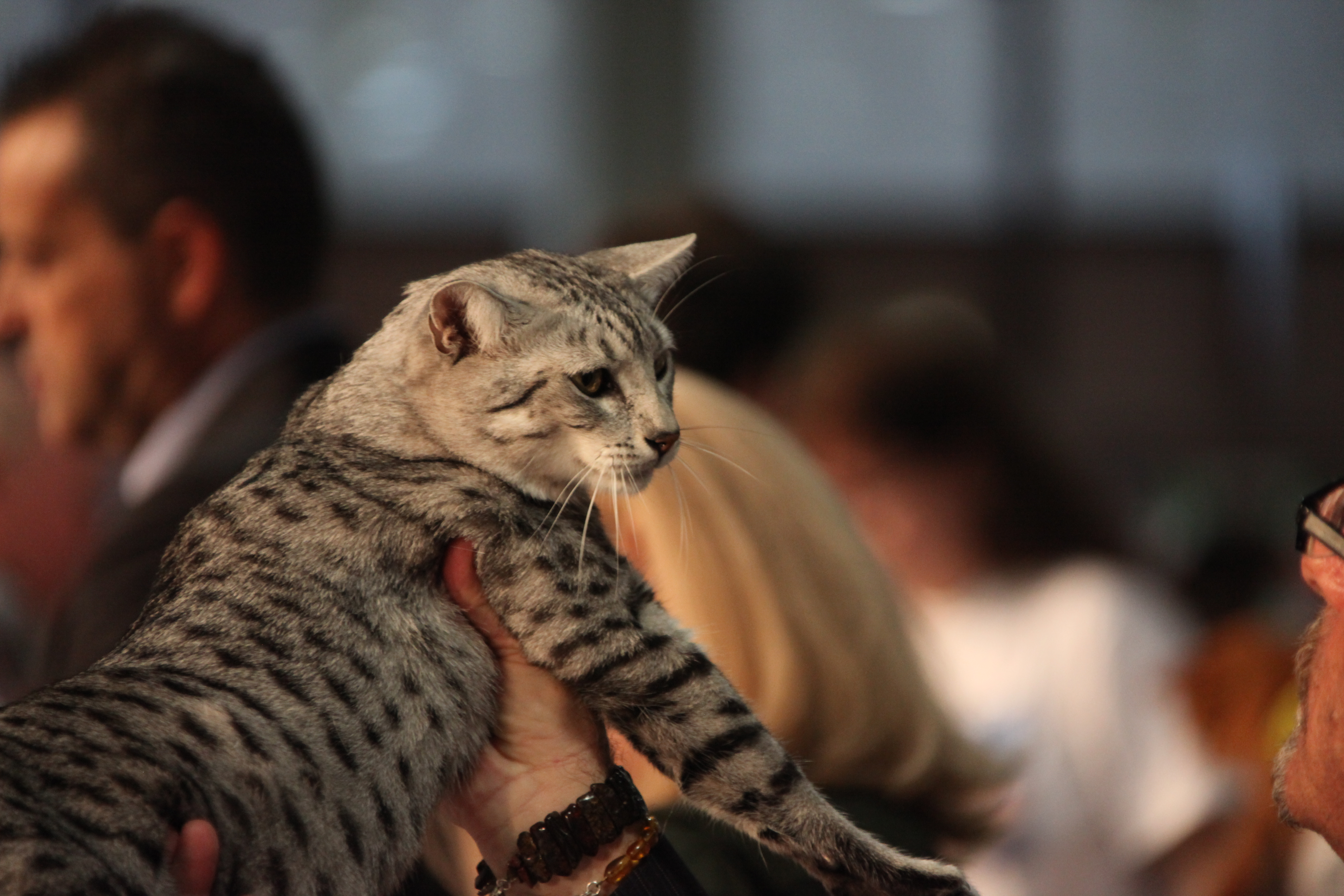
Évaluation d'un mau égyptien silver dans une exposition féline FIFé.

Les différents standards des associations félines sont globalement très proches pour décrire le « mau égyptien idéal ». L'échelle des points est différente selon les fédérations, mais toutes privilégient la qualité de la robe sur la forme du visage et celle du corps. Il y a des variations sur la prise en compte de la couleur et de la forme des yeux, dont la notation peut être faite à part ou incluse dans une autre section. La « condition » est un critère prenant en compte l'aspect général du chat et son tempérament.
| Fédérations | Tête | Yeux    | Corps | Robe    | Robe    | Robe   | Condition |
| Fédérations | Tête | Yeux    | Corps | Texture | Couleur | Patron | Condition |
| ----------- | ---- | ------- | ----- | ------- | ------- | ------ | --------- |
| ACF         | 20   | [ A 1 ] | 25    | 5       | 25      | 25     | 0         |
| ACFA        | 25   | [ A 2 ] | 25    | 10      | 15      | 25     | 0         |
| CFA         | 20   | [ A 1 ] | 25    | 5       | 25      | 25     | 0         |
| FIFé        | 20   | 10      | 20    | 20      | 20      | 25     | 5         |
| LOOF        | 30   | [ A 2 ] | 30    | 40      | 40      | 40     | 0         |
| TICA        | 35   | [ A 2 ] | 25    | 40      | 40      | 40     | 0         |
| WCF         | 25   | 10      | 30    | 10      | 30      | 30     | 5         |
| CCC         | 25   | [ A 2 ] | 25    | 10      | 10      | 25     | 5         |

1. 1 2  Forme des yeux : incluse dans tête ; couleur : incluse dans couleur
2. 1 2 3 4  Forme et couleur des yeux incluses dans tête
3. ↑  Juste la couleur des yeux, la forme est dans tête

### Tête

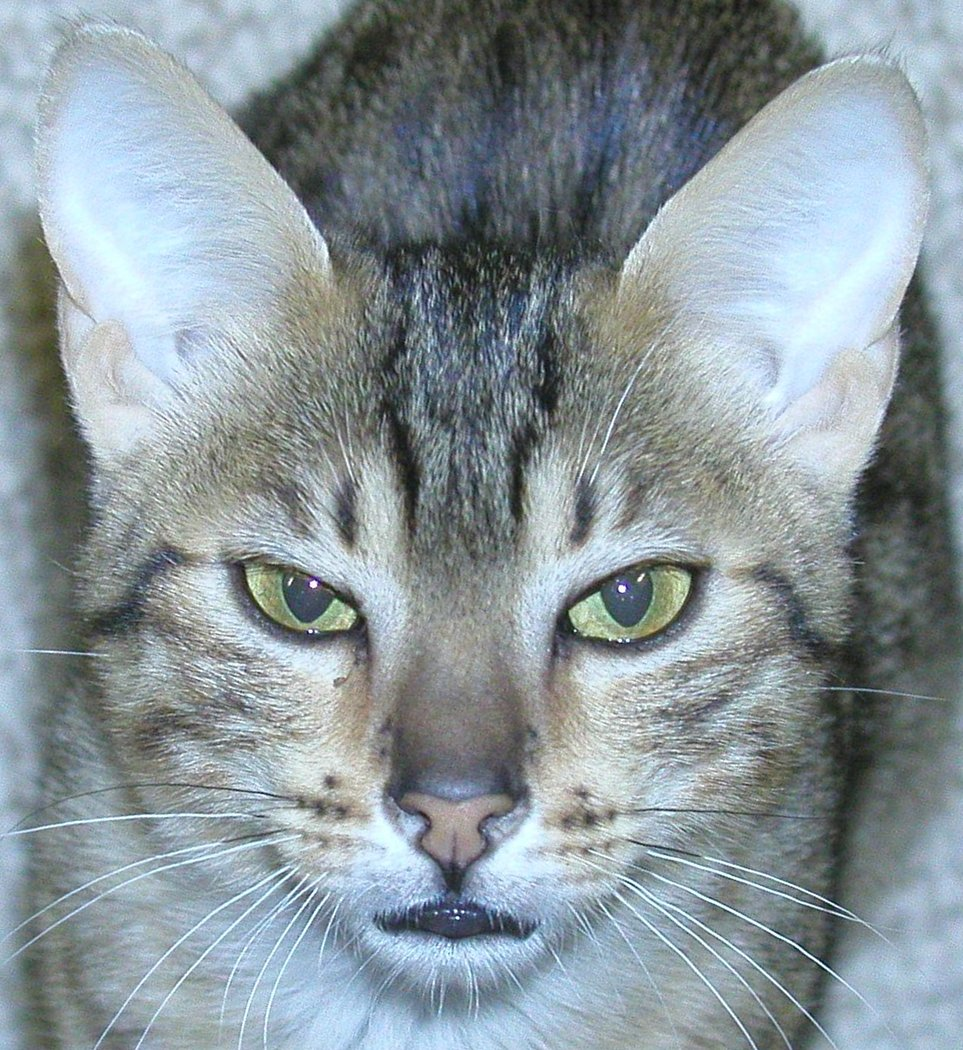
Portrait d'un mau égyptien.

La tête est de taille moyenne. La face prend une forme de triangle aux contours arrondis : il ne doit y avoir aucune face plane. Les joues sont plates, sauf pour le mâle où les bajoues sont tolérées, et le nez d'une même largeur sur toute sa longueur. De profil, on constate un front arrondi avec un léger creux à la naissance du nez qui, lui, est droit. Le museau est de taille moyenne, avec un menton bien proportionné, c'est-à-dire ni saillant, ni fuyant. Une tête ronde est considérée comme un défaut, tout comme un museau pointu.
Les yeux en amande sont grands et placés légèrement de biais, sans être complètement obliques comme le sont ceux des orientaux. La couleur demandée est « vert groseille à maquereau » qui est en fait un vert clair. Le LOOF accepte que la couleur ne soit pas complètement fixée jusqu'à 24 mois, l'ACF, l'ACFA et la FIFé jusqu'à 18 mois,,, la TICA et la CFA sont plus précises et souhaitent qu'à 8 mois le vert soit discernable dans les yeux du chaton et qu'à 18 mois l'œil soit entièrement de la couleur voulue,. Des yeux ronds ou trop orientaux sont pénalisants en concours, mais des yeux qui ne sont pas de couleur verte sont tout simplement éliminatoires.
Les oreilles sont de taille moyenne à grande et placées éloignées l'une de l'autre, en harmonie avec la forme du visage ; des oreilles trop petites sont considérées comme un défaut. Implantées assez en arrière du crâne, leur bout est arrondi et leur base large. Les plumets, qui apparaissent sur certaines races comme le maine coon, sont acceptés,.

### Corps

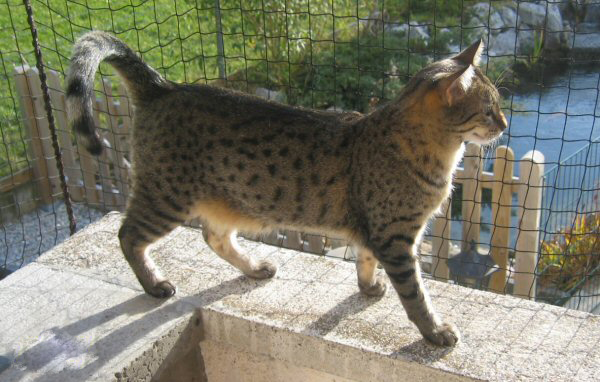
Le mau égyptien est un chat de taille moyenne, bien musclé, doté d'une poche ventrale et dont la particularité sont les petits spots..

La silhouette de cette race est de type médioligne semi-foreign, c'est-à-dire qu'elle oscille entre le type européen et le type oriental, sans jamais être l'un ou l'autre. Le corps, de taille moyenne, doit paraître à la fois puissant et élégant.
La musculature est développée, particulièrement chez les mâles. L'encolure est arquée et les épaules sont saillantes. Une sorte de poche ventrale que l'on appelle « gousset » doit être présente : on lui attribue la grande mobilité du mau égyptien et elle est une caractéristique des races mau égyptien et keuda,.
Les pattes sont de longueur moyenne, avec une ossature moyenne mais une musculature développée. L'arrière-main est légèrement plus haute que l'avant-main, mais selon la TICA les pattes arrière sont pliées, ce qui permet d'avoir un dos droit. Les pieds sont petits et légèrement ovales, avec des orteils longs aux pattes arrière, précise la TICA. Cette conformation donne une attitude particulière au mau égyptien qui semble marcher sur la pointe des pieds. La queue quant à elle est de longueur moyenne avec un bout arrondi, elle ne doit pas être petite.

### Robe et fourrure

#### Le patron spotted

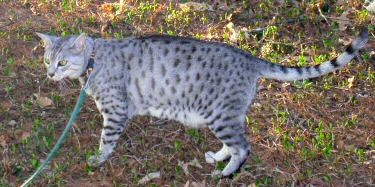
La robe du mau égyptien se caractérise par ses mouchetures.

Le mau égyptien est la seule race naturelle de chat à être mouchetée, ou en terme félinotechnique spotted tabby : un mau égyptien présentant une robe autre que la spotted tabby est de toute façon exclu de tout titre en compétition. La qualité de la robe est un point primordial pour le mau égyptien, car il représente en concours le plus grand nombre de points dans de nombreuses fédérations. Le pelage doit être court, mais présente néanmoins une longueur suffisante pour que quatre bandes de couleurs puissent s'alterner sur le poil agouti. La texture est douce et élastique pour les couleurs silver et bronze et doit être plus soyeuse pour le smoke et le noir.
Le patron spotted tabby doit être bien visible, le contraste entre le fond et les taches doit donc être suffisant : le M sur le front est bien visible et les rayures horizontales partant du coin externe de l'œil, appelées « maquillage égyptien », sont bien marquées. Une rayure supplémentaire, plus estompée, barre les joues en dessous des premières rayures. À partir du M, une rayure descend le long de la colonne vertébrale et se mue en taches alignées. Les taches sont plus grosses au niveau du cou et des pattes.
Les taches sur les flancs ne doivent pas être alignées afin de ne pas rappeler le patron mackerel (rayé). La queue est annelée avec le bout noir, et au moins une rayure en forme de collier ouvert doit encadrer le poitrail. Des taches qui se touchent et l'absence de collier sont des défauts pénalisants en concours, tandis que l'apparition de rosettes, une quantité de tache insuffisante ou un motif non tacheté sont éliminatoires.

#### Les différentes couleurs de robes
Trois couleurs sont acceptées par l'ensemble des fédérations : le silver (gris argent tacheté de noir), le bronze (brown spotted tabby) (marron clair tacheté de noir) et black smoke (base du poil argent le reste du poil est anthracite. Spots noirs). La robe silver est la mieux représentée : en 2004, elle représentait 58 % des enregistrements à la CFA, contre 26 % de bronze pour 14 % de smoke.
Le mau égyptien silver doit avoir une robe couleur argent très contrastée par rapport aux taches. L'arrière des oreilles est gris-rose, le bout est noir. L'arrière des pieds est noir ainsi que les coussinets, et la truffe est de couleur brique. La base du mau égyptien bronze est de couleur bronze à ivoire sur les parties intérieures du corps (ventre, gorge). Les taches peuvent être marron foncé. Les coussinets et l'arrière des pattes sont bruns à noirs. La truffe est brique. Le mau égyptien black smoke est un chat non-tabby mais grâce à son sous-poil argent, les motifs apparaissent nettement. Le poil est gris clair sur un quart de la longueur, puis noir. Les parties intérieures du corps sont plus claires. La truffe, les coussinets et l'arrière des pattes sont noirs.
Le mau égyptien noir est reconnu par le LOOF comme nouvelle couleur (NRC) depuis 2006 et est autorisé uniquement en tant que reproducteur par la CFA. La robe est entièrement noire mais peut laisser apparaître un motif fantôme sous certains éclairages. Elle doit être bien lustrée. La CFA enregistre le mau égyptien bleu dans ses quatre nuances (bleu spotté, bleu silver, bleu smoke et bleu self) uniquement à des fins de suivi et d'élevage depuis 1997.
Chez le mau égyptien bronze, deux nuances de couleur existent selon les fédérations. La couleur classique est une base Bronze, brillante se dégradant du chamois à l'ivoire sous le ventre, Plus sombre sur l’arrière-main et contrastant avec des spots brun noirs ou brun foncé.
Un sous-poil gris est accepté. L'arrière des oreilles est rose fauve. L’extrémité est marron foncé à noir. La gorge, le menton et les narines vont de blanc crème à beige. La truffe est rouge brique.
Les coussinets sont brun foncé à noir avec la même couleur entre les doigts et l'arrière des pattes postérieures.C'est la seule couleur admise dans le standard du LOOF. La CFA, comme la TICA et la GCCF, préfèrent une teinte tirant sur le rouge grâce à la présence de nombreux polygènes rufus. Cette couleur tire son origine de la lignée indienne, quoique de nombreuses rumeurs sous-entendent que l'apparition du gène est entretenue par des croisements réguliers avec le bengal. Le LOOF défend la couleur d'origine, et interdit toute trace de rufus ou de glitter issues de la lignée indienne.

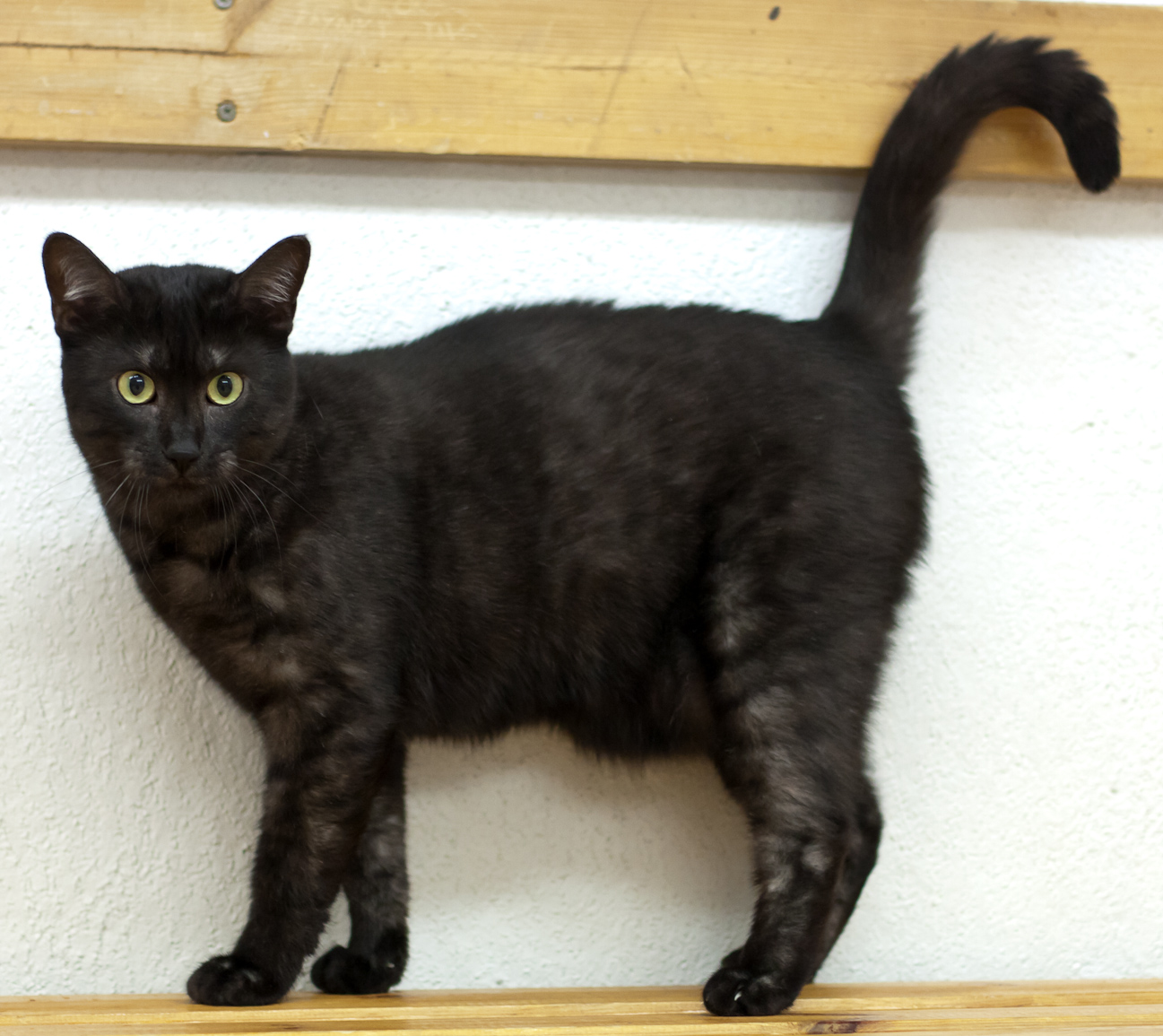
Sujet black smoke présenté en exposition féline Fifé à Vantaa en Finlande.
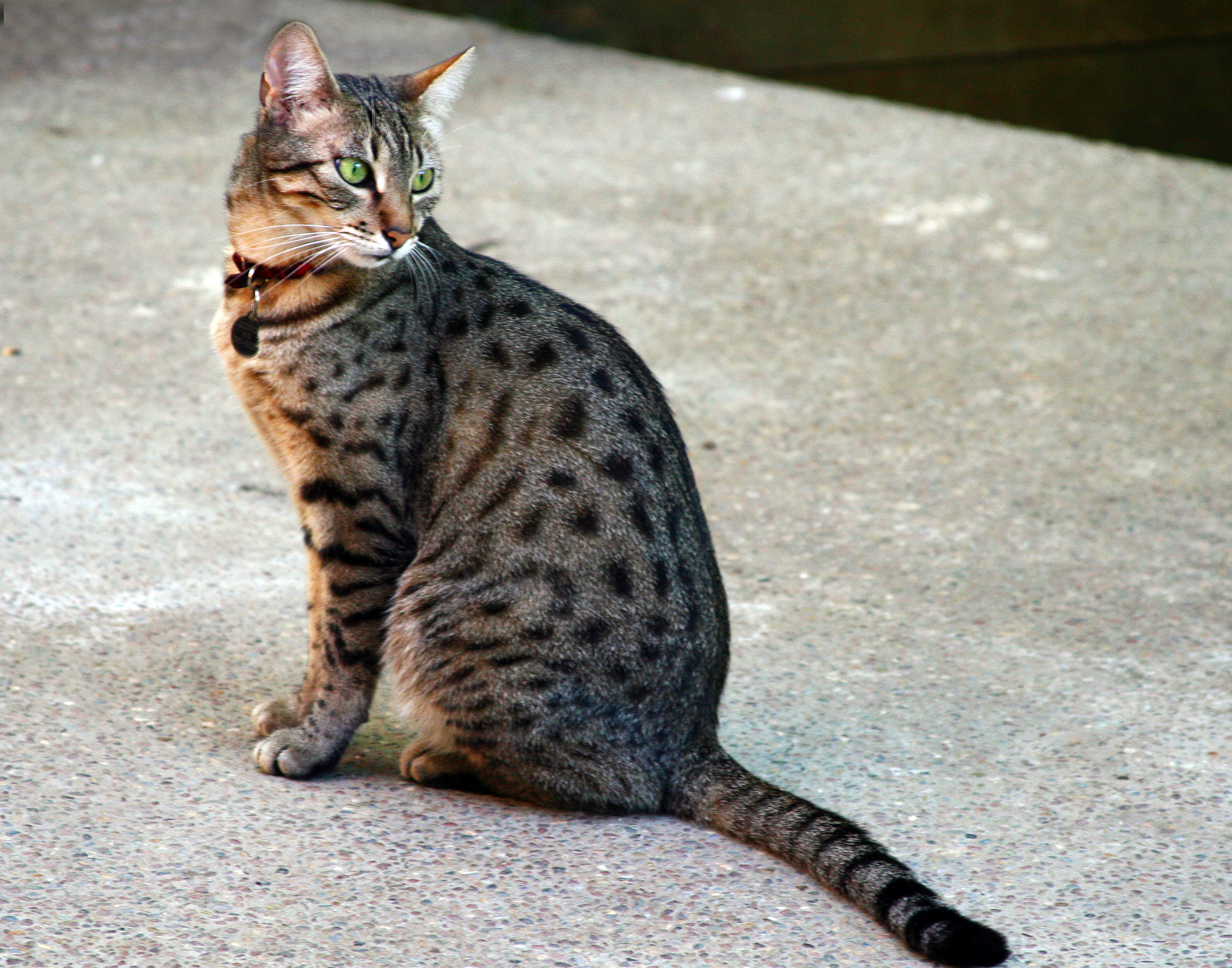
Bronze
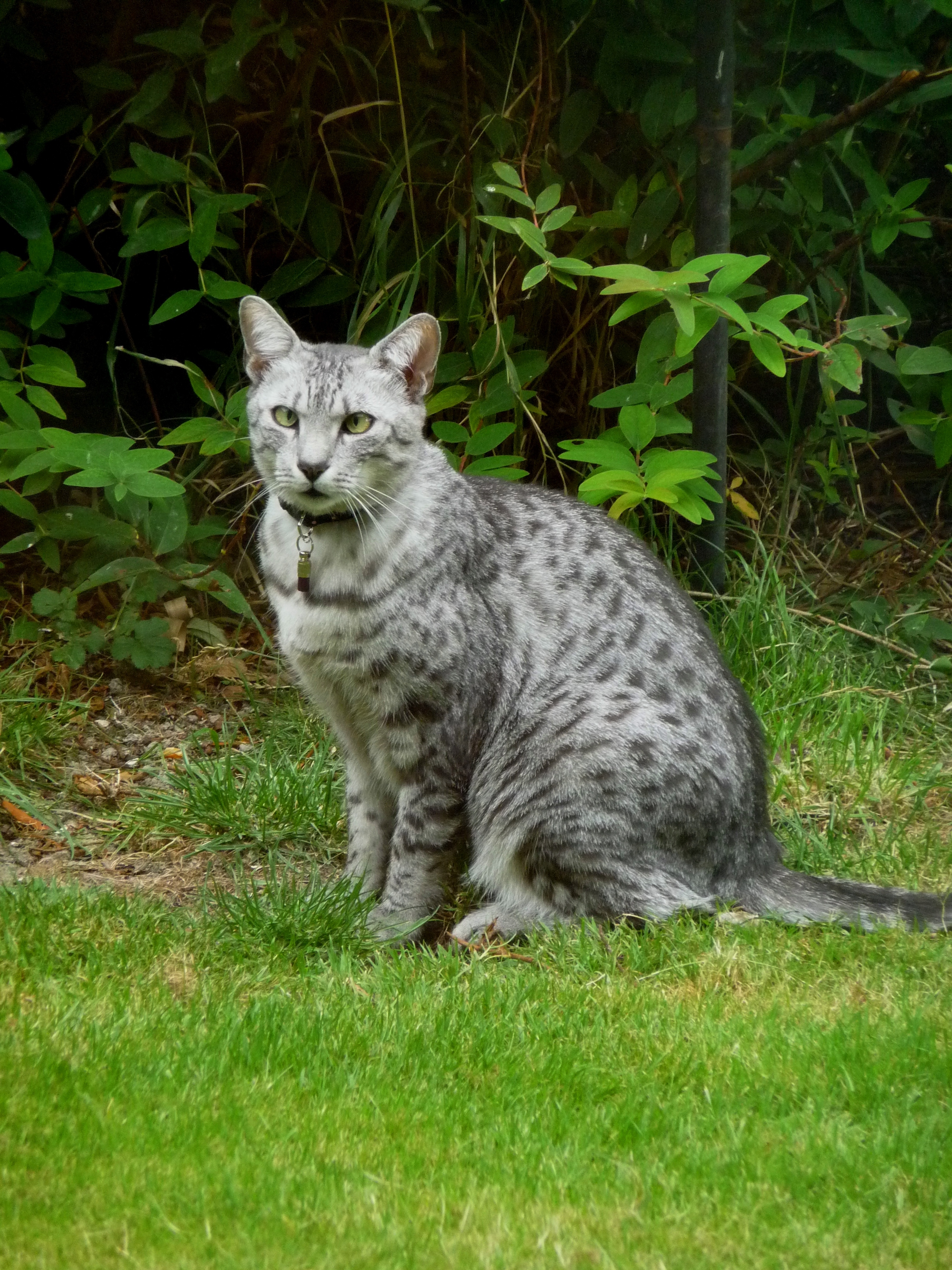
Silver
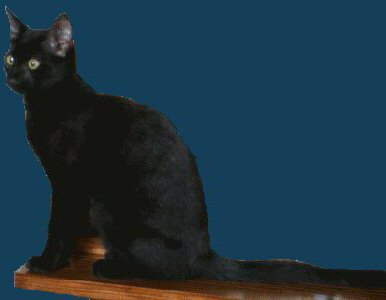
Noir

## Caractère
Les traits de caractère restent parfaitement individuels et sont avant tout fonction de l'histoire de chaque chat, quelle que soit sa race. Le mau égyptien a un tempérament particulièrement aimable,. Il est réputé très intelligent. Il est modérément actif. Il est considéré comme un bon chasseur, qui a besoin de faire de l'exercice et les jeux interactifs avec son maître sont bienvenus pour garder son caractère équilibré. Chat proche de son maître, sans agressivité,il réclame de l'attention et peut être distant avec les étrangers. Le mau égyptien a la réputation de montrer sa joie en miaulant doucement, et en ondulant vivement la queue.
Selon les éleveurs de mau égyptien, il existe des différences de caractère entre les différentes couleurs. Ainsi, le mau égyptien bronze a la réputation d'être beaucoup plus exclusif envers son maître et plus dominant sur les autres chats. Le mau égyptien smoke aurait un caractère plus tendre, recherchant le contact physique.

## Liens avec les autres races

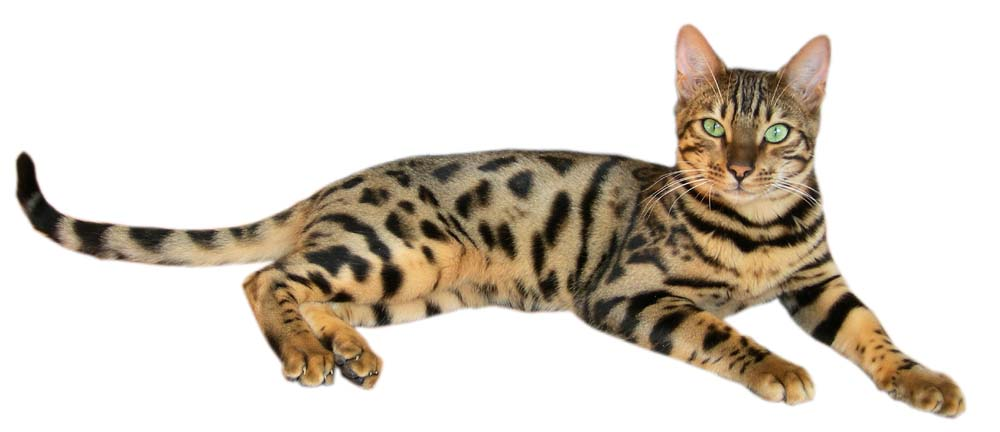
Le bengal et le mau égyptien sont deux races de chat liées.

Le mau égyptien peut être confondu avec une autre race présentant une robe spotted tabby : l'ocicat, race créée dans les années 1970 et 1980 pour ressembler à l'ocelot.
Au Royaume-Uni, une race « mau » a été développée : elle devait ressembler aux chats représentés dans l'Égypte antique et avait un corps plus allongé, de type longiligne, avec un pelage brown spotted tabby. Le développement de la race a été occulté par celui du mau égyptien, qui rencontra plus de succès : le « mau britannique » brown spotted tabby est à présent inclus dans le standard de l'oriental shorthair. Plus récemment, le mau arabe est une nouvelle race naturelle développée dans les années 2000 à partir de chats domestiques de la péninsule arabe. En dehors du terme « mau », il n'y a pas de corrélation avec le mau égyptien.
Le mau égyptien a fortement contribué à la formation de la race bengal notamment à travers un mau de la lignée indienne du nom de « Millwood Tory of Delhi » qui a notamment apporté les polygènes rufus et glitter,. En outre, de nombreuses rumeurs sur de possibles croisements réguliers avec le bengal courent en raison du développement rapide du mau égyptien bronze. Le savannah reçoit également un apport de sang mau pour développement de la race. Ces croisements sont actuellement largement freinés par les éleveurs de maus égyptiens.

## Élevage

### Acquisition d'un mau égyptien
Une douzaine d'éleveurs sont actifs en France. Le prix d'un mau égyptien varie fortement selon l'âge, la descendance et les qualités esthétiques de l'individu, mais également selon l'éleveur. En 2022, les prix observés en France pour un chaton destiné à la compagnie (c'est-à-dire qui ne servira pas de reproducteur) varient de 1 200 à 1 800 euros. Aux États-Unis, un chaton de compagnie est vendu entre 600 et 1 000 dollars en 2007. Toujours en 2007, un mau de compagnie se vend 375 livres en moyenne au Royaume-Uni ; pour des chats destinés à la reproduction ou aux expositions, les prix montent à 600 à 1 000 livres.

### Félinotechnie

#### Associations d'élevage
Les associations d'élevage sont différentes des registres d'élevage, qui enregistrent la généalogie des races de chat. En règle générale, les associations d'éleveur ont pour but de rassembler les éleveurs afin de promouvoir l'élevage d'une race. Aux États-Unis, l'association d'éleveurs The Egyptian Mau Breeders and Fanciers Club est créée dès 1975, puis, un peu plus tard, la The International Egyptian Mau Society. En France, l'Association internationale du mau égyptien (AIME), créée en 1998, est la seule reconnue par le Livre officiel des origines félines (LOOF). Au Royaume-Uni, The Egyptian Mau Club est créé en décembre 1998. Il existe cependant des éleveurs qui pour diverses raisons ne font pas partie de clubs et qui produisent des individus de qualité.

#### Génétique

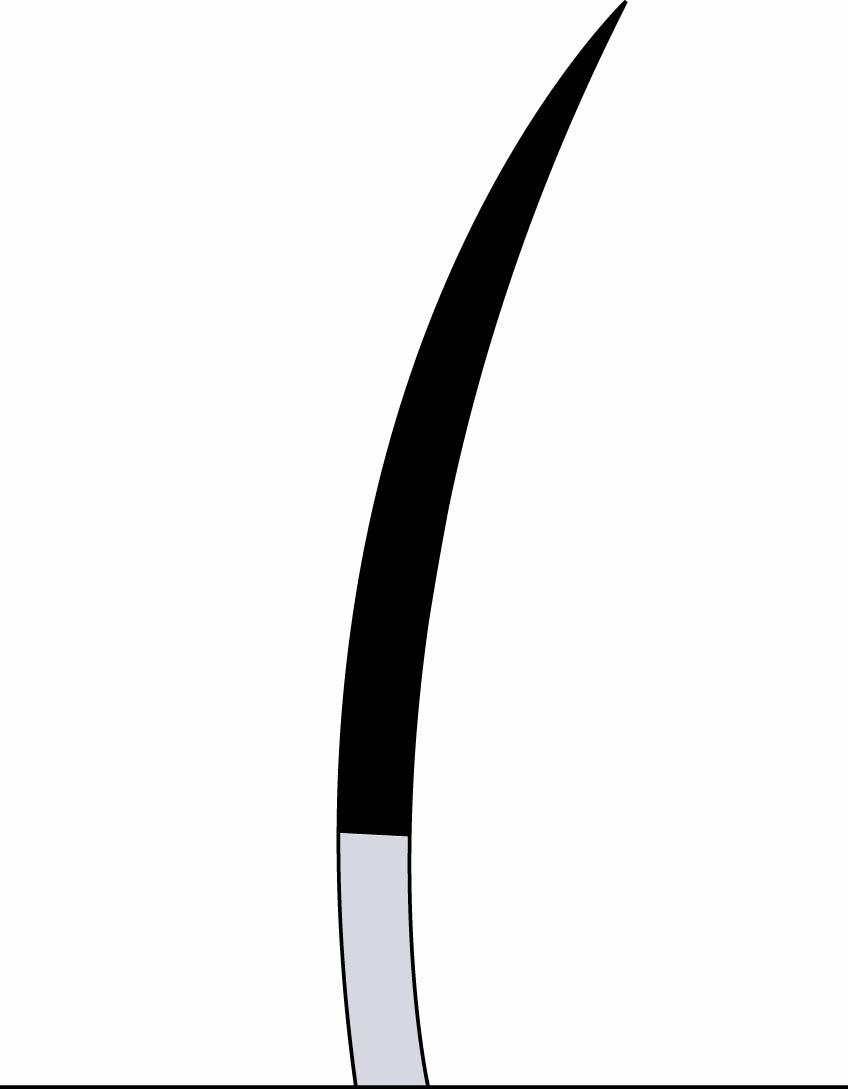
La base du poil smoke est transparente.

Le patron spotted tabby qui caractérise la robe du mau égyptien est complexe à obtenir. Il existe une théorie selon laquelle le chat tacheté ou spotted est un chat rayé ou mackerel dont les marques sont brisées. Le spotted serait alors sujet à au moins un gène dominant changeant le patron mackerel ou encore l'action de polygènes modificateurs de mackerel. Des chatons ne possédant pas le patron spotted tabby naissent sporadiquement de chats tachetés,.
Au niveau des couleurs, le standard du mau égyptien joue sur le gène I, responsable de l'apparition du silver et du smoke, et le gène A, responsable de l'apparition des tâches. Le poil d'un chat est formé de plusieurs bandes de couleurs plus ou moins contrastées. L'action du gène inhibiteur « I » est d'arrêter la production de phéomélanine dans le poil, ce qui se traduit par une bande transparente d'apparence blanche. Sur un poil d'apparence uni, cela se traduit par une racine claire et une pointe d’apparence noire uniforme : on obtient un smoke. Sur un poil agouti, la racine est blanche puis survient une succession de bandes transparentes et de couleur : c'est le silver tabby. Le gène A détermine si la robe est tabby ou pas. L'introduction de gènes de dilution d permet l'obtention de la couleur bleue.
Des recherches génétiques menées par l'université de Californie à Davis a rapporté la présence à très faible fréquence de l'allèle récessif responsable du gantage blanc du sacré de Birmanie chez le mau égyptien. Cette particularité n'est évidemment pas recherchée par les éleveurs. Un test génétique spécifique existe afin de détecter le gène de gantage birman.
| Silver                    | Bronze            | Smoke             | Noir uni  |
| ------------------------- | ----------------- | ----------------- | --------- |
| I//I ou I//i A//A ou A//a | i//i A//A ou A//a | I//I ou I//i a//a | i//i a//a |

#### Enjeux de l'élevage
Les éleveurs travaillent avec les trois lignées de mau égyptien afin de garder les points positifs de chacune,. Un autre objectif d'élevage pour les sujets de la CFA est de pouvoir concilier le développement de mau bronze rufus avec celui des silver : en effet, les polygènes rufus sur une robe argentée tendent à ternir la couleur. Des éleveurs s'inquiètent donc de la vogue des maus rufus, qui pourraient scinder l'élevage en deux, puisque le résultat des croisements entre les deux couleurs peuvent être très décevants.

### Reproduction et croissance

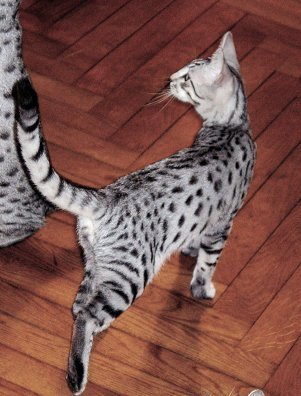
La robe d'un mau égyptien met du temps pour se fixer.

La couleur des yeux du mau égyptien peut mettre de un à un an et demi avant d'atteindre sa couleur définitive. De même, la couleur de la robe et le dessin des taches évoluent au cours de la croissance.
Selon les statistiques du LOOF portant sur les années 2003 à 2011, la taille des portées est en moyenne de 3,36 chatons. Les statistiques de la CFA de 1987 à 2008 sont de 2,9 à 3,9 chatons par portée en moyenne. Le coefficient de consanguinité moyen des chatons enregistrés par le LOOF est de 4,92 %. Cinq étalons et dix femelles contribuent à plus de la moitié des naissances sur la période étudiée.

### Santé
Aucune étude scientifique uniquement orientée sur les pathologies du mau égyptien n'a été réalisée. La race est considérée comme d'une santé solide du fait d'une gestion rigoureuse de la consanguinité réalisée par les éleveurs avec l'appui des clubs de race comme l'AIME,. Aucune maladie héréditaire n'est signalée pour cette race. Des cas de cardiomyopathie hypertrophique féline et de syndrome asthmatiforme félin ont été signalés dans la lignée traditionnelle ; toutefois, l'apport des sujets égyptiens et indiens a permis d'accroître le patrimoine génétique de la race et donc de réduite fortement le risque d'apparition de ces maladies. Quelques cas de luxation de la rotule sont également notés par les éleveurs.
Au Royaume-Uni, l'association d'élevage The Egyptian Mau Club déclare que les défauts esthétiques les plus fréquents sont les malformations de la queue (présence de bosses par exemple) et les hernies ombilicales. Ce dernier défaut étant héréditaire et semblant s'aggraver au cours des générations, les sujets atteints, même faiblement, sont retirés de la reproduction.
La longévité du mau égyptien est estimée à 12 à 13 ans.

### Entretien
Comme tout chat à poil court, l'entretien du mau égyptien se réduit à un brossage hebdomadaire. Toutefois, les éleveurs de la CFA recommandent un toilettage régulier en brossant le mau avec un peigne à dents resserrées puis un lustrage du poil en utilisant par exemple une peau de chamois. Avant une exposition féline, un bain est nécessaire en utilisant des shampooings spécialement formulés pour le type de pelage du mau égyptien.

## Le mau égyptien dans la culture populaire
Dans le film Le Hussard sur le toit de Jean-Paul Rappeneau, le héros félin ressemble beaucoup à un mau couleur bronze. Le mau égyptien GC Tavaron’s Dotte Coolpepper, de couleur silver tient le rôle du chat Midnight dans Catwoman de Pitof.
En philatélie, le mau égyptien a été représenté dans une série de timbres sur les races de chat en Afghanistan en 2000 et dans les antilles néerlandaises en 1995. À l'occasion de l'exposition féline internationale 2011 de Monaco, l'Office des émissions de timbres-poste édite un timbre-poste à l'effigie d'un mau égyptien le 4 janvier 2011,.

## Annexes

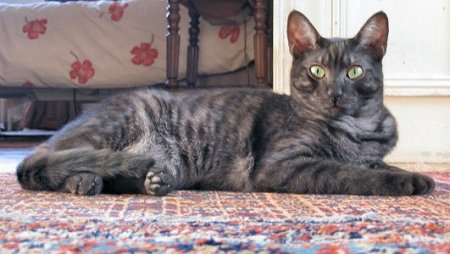
Mau égyptien black smoke.